# Tassoni
Tassoni è un'antica nobile famiglia di Modena.

## Origine del casato
Genealogie del XVI secolo fanno risalire l'agnazione dei Tassoni fino ai tempi di Carlo Magno ma il cognome Tassoni sembra attestarsi in Italia con una certa continuità dal X-XI secolo in poi, sia in area normanna (da Guglielmo d'Altavilla, figlio di Tancredi, conte di Capitanata nasce Drogone detto Tascio i cui discendenti si nomineranno Taxoni o Taxioni), che longobarda.
Le origini della famiglia Tassoni di Modena risalgono con certezza alla fine del XII secolo quando si comincia a trovare traccia dei suoi membri fra le famiglie consolari della città. La famiglia è registrata nella magna massa populi tra la fine del XIII e l'inizio del XIV secolo fra quelle contrarie agli Estensi. Successivamente, i registri cittadini (in particolare l'Antico Memoriale conservato presso l'Archivio di Stato di Modena) fanno stato di una crescente intraprendenza economica dei numerosi membri della famiglia, solidamente incardinati nell'emergente patriziato cittadino attivo nei commerci e nelle magistrature cittadine. A cavallo tra il XIV e il XV secolo, a causa di una epidemia di peste, l'unico superstite della famiglia fu Pietro Tassoni, ricco cittadino e console della città, dal quale discesero tutte le linee nobili della famiglia.

## Ramo dei Tassoni Estense

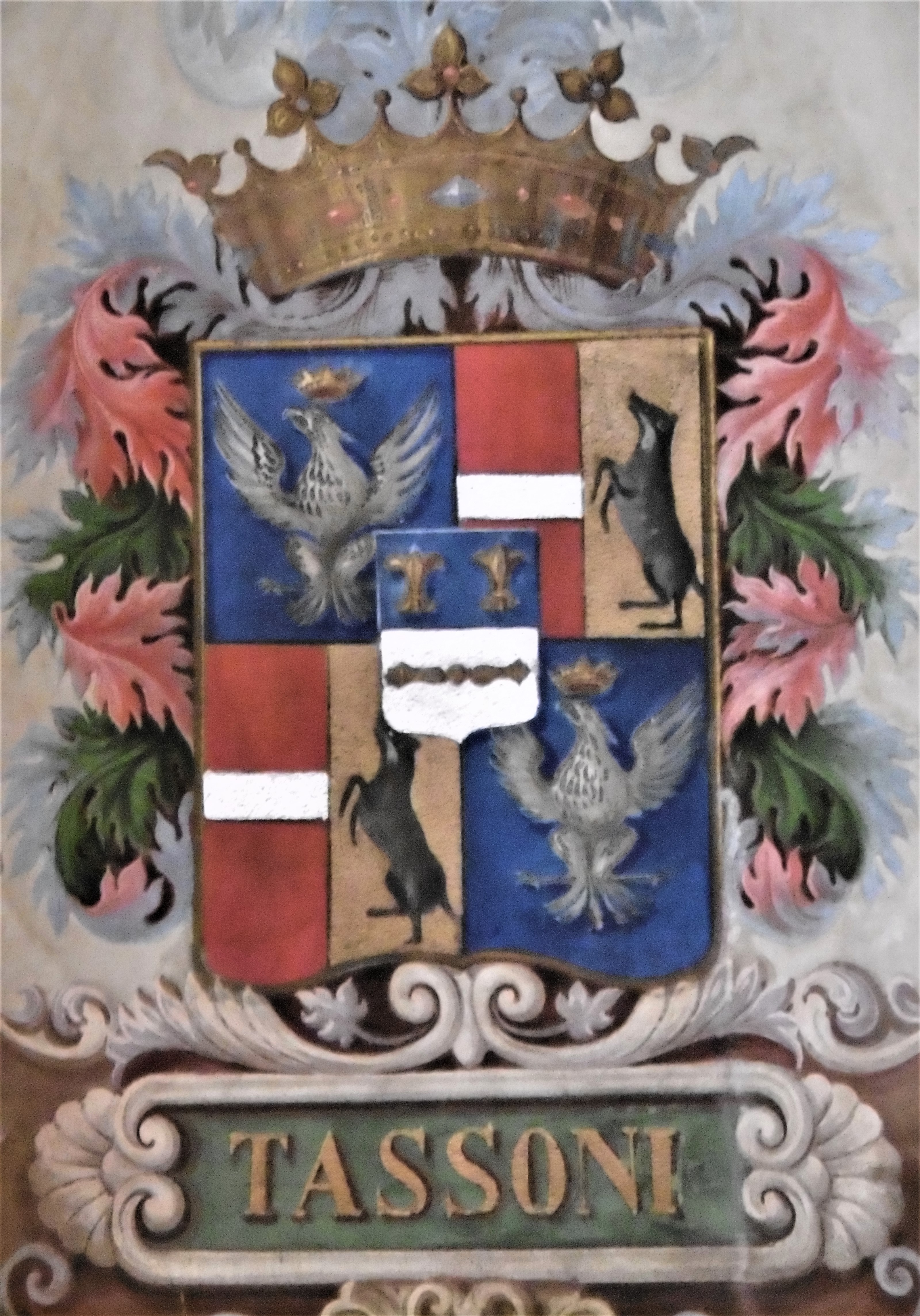
Stemma della famiglia Tassoni nel Palazzo Municipale di Ferrara

Da Antonio, figlio di Pietro, nacque Giacomo Tassoni, il cui figlio Giulio intraprese un'importante carriera militare al servizio dei duchi di Ferrara Ercole I e Alfonso I d'Este come generale e luogotenente e fu da questi adottato nel 1487, acquisendo il cognome Tassoni Estense o Tassoni d'Este ed inquartando l'antico stemma Tassoni con le aquile estensi. Sempre nel 1487 fu investito delle Contee di Debbia, Levizzano e Saltino e successivamente della signoria di Castelvecchio. Dal re di Francia Luigi XII ebbe in concessione i gigli d'oro in campo azzurro per i servizi resi alla corona di Francia durante le guerre d'Italia. Stabilitosi a Ferrara, capitale del ducato, ebbe tre figli maschi, da cui discesero altrettanti rami della famiglia Tassoni Estense e che svolsero tutti un ruolo di primo piano al servizio degli Este.
Il ramo del primogenito conte Ercole Tassoni Estense ebbe fissa dimora a Ferrara, nel palazzo Tassoni Estense, e fu investito nel secondo decennio del Seicento del Marchesato di Palazzolo dal duca di Savoia. Si estinse a metà Ottocento nei marchesi Ridolfi e nei nobili Michelozzi di Firenze.
Il ramo secondogenito del conte Galeazzo Tassoni Estense seguì gli Este da Ferrara a Modena dopo la devoluzione ed ebbe i marchesati di Salasco e Castelvecchio. A partire dalla metà del XVII secolo fissò la sua dimora principale in Adria e nella adiacente villa delle Bottrighe dove aveva ereditato dai Machiavelli di Ferrara importanti proprietà fondiarie. Da tale ramo discese Giulio Cesare, diplomatico napoleonico, ambasciatore del Regno d'Italia a Firenze, Napoli e Berna. La sua discendenza continua e comprende Alessandro Tassoni Estense ambasciatore d'Italia.
Il ramo terzogenito del conte Camillo Tassoni Estense, che dal 1598 fu investito del marchesato di Guiglia, si estinse con due sorelle: Claudia, sposata in prime nozze a Troilo Rossi marchese di San Secondo e in seconde nozze a Teobaldo Visconti marchese di Cislago e conte di Gallarate, e Beatrice, sposata al marchese Giovan Francesco Sacchetti, patrizio romano.
La famiglia Tassoni Estense dette allo Stato estense numerosi consiglieri di stato, governatori di città e province, ambasciatori e generali e si imparentò con Gonzaga, Visconti, Rossi di San Secondo, Thurn und Taxis, Strozzi, Sanvitale, Torrigiani, Donà, Machiavelli di Ferrara, Sacchetti e numerose altre importanti casate del Nord e Centro Italia. Possedette in Ferrara diversi palazzi, fra questi il palazzo Schifanoia, Palazzo Tassoni Estense di via della Ghiara  e Palazzo Tassoni Mirogli.
Tra gli altri feudi posseduti dalla famiglia Tassoni Estense, oltre i marchesati di Guiglia, Salasco, Palazzolo Vercellese e Castelvecchio ed alle contee di Debbia, Levizzano e Saltino,  la Contea di Bismantova e Vologno, i feudi di Medelana, Parasacco, Rovereto e Donore nel ferrarese, quelli di San Cassiano e Baiso nel reggiano e di Vignolo e Ticinetto in Piemonte e la signoria delle Prisciane nel territorio della Serenissima. Ascritta ai patriziati di Modena, Ferrara, Reggio Emilia, Roma ed alla nobiltà di Bologna, Adria e Rovigo, ebbe anche i titoli di Conti Palatini, Baroni del Sacro Romano Impero e Baroni del Regno Italico.

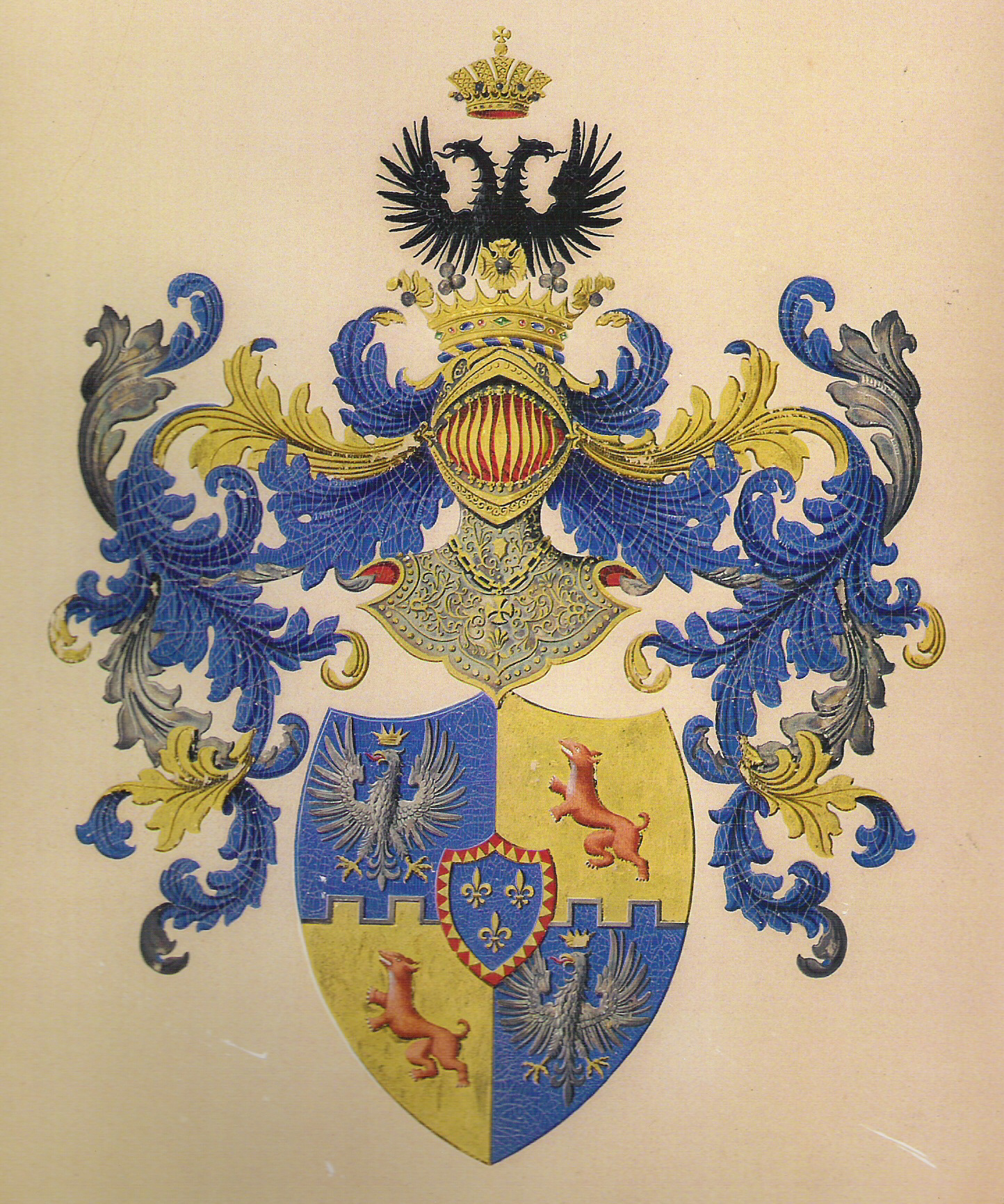
Stemma della Famiglia Tassoni Estense
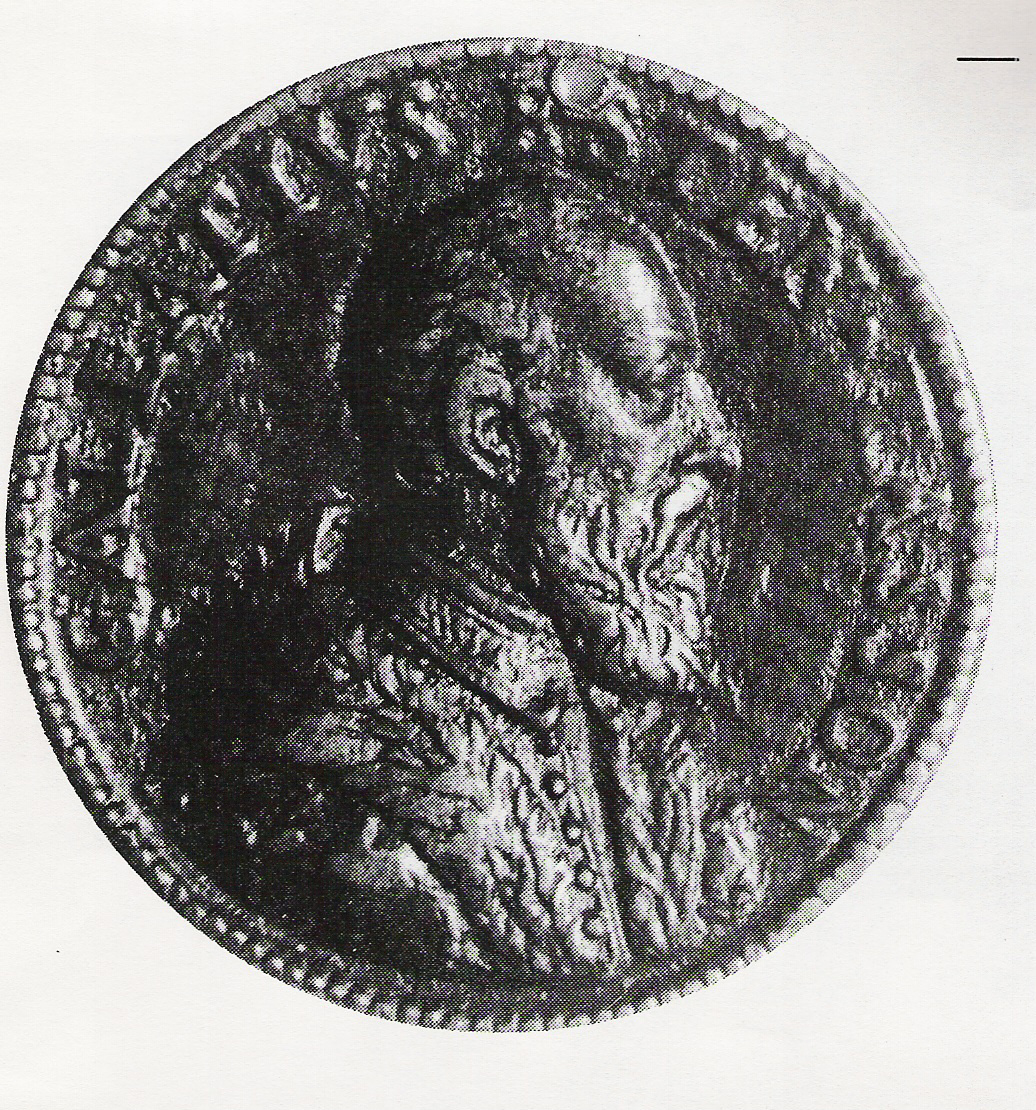
Conte Galeazzo Tassoni Estense Signore di Castelvecchio, Ambasciatore in Francia, Governatore di Reggio e Consigliere di Alfonso II Duca di Ferrara (+1560)
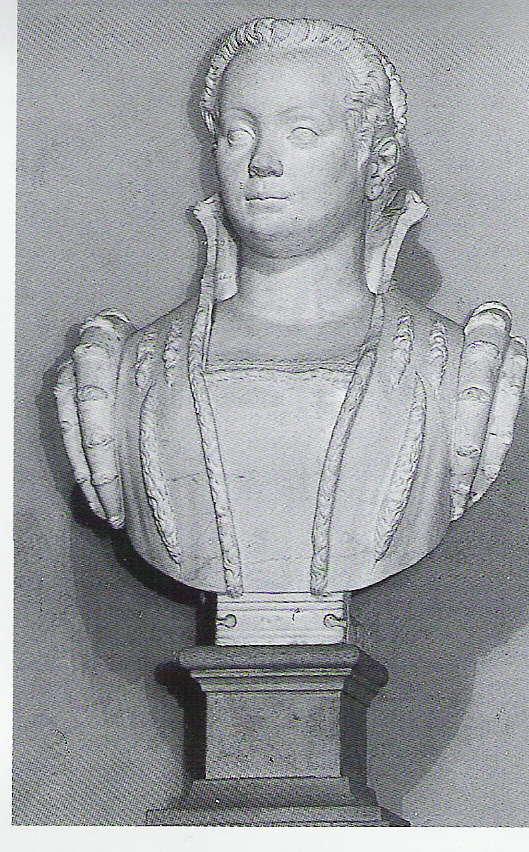
Busto di Beatrice Prisciani (+1576) moglie di Ferrante Tassoni Estense Marchese di Guiglia e Governatore di Modena, Palazzina di Marfina d'Este, Ferrara
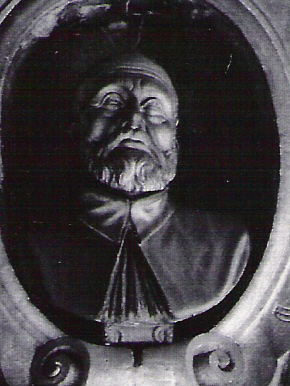
Ercole Tassoni Estense (+1597) Patriarca di Costantinopoli, San Pietro in Montorio, Roma
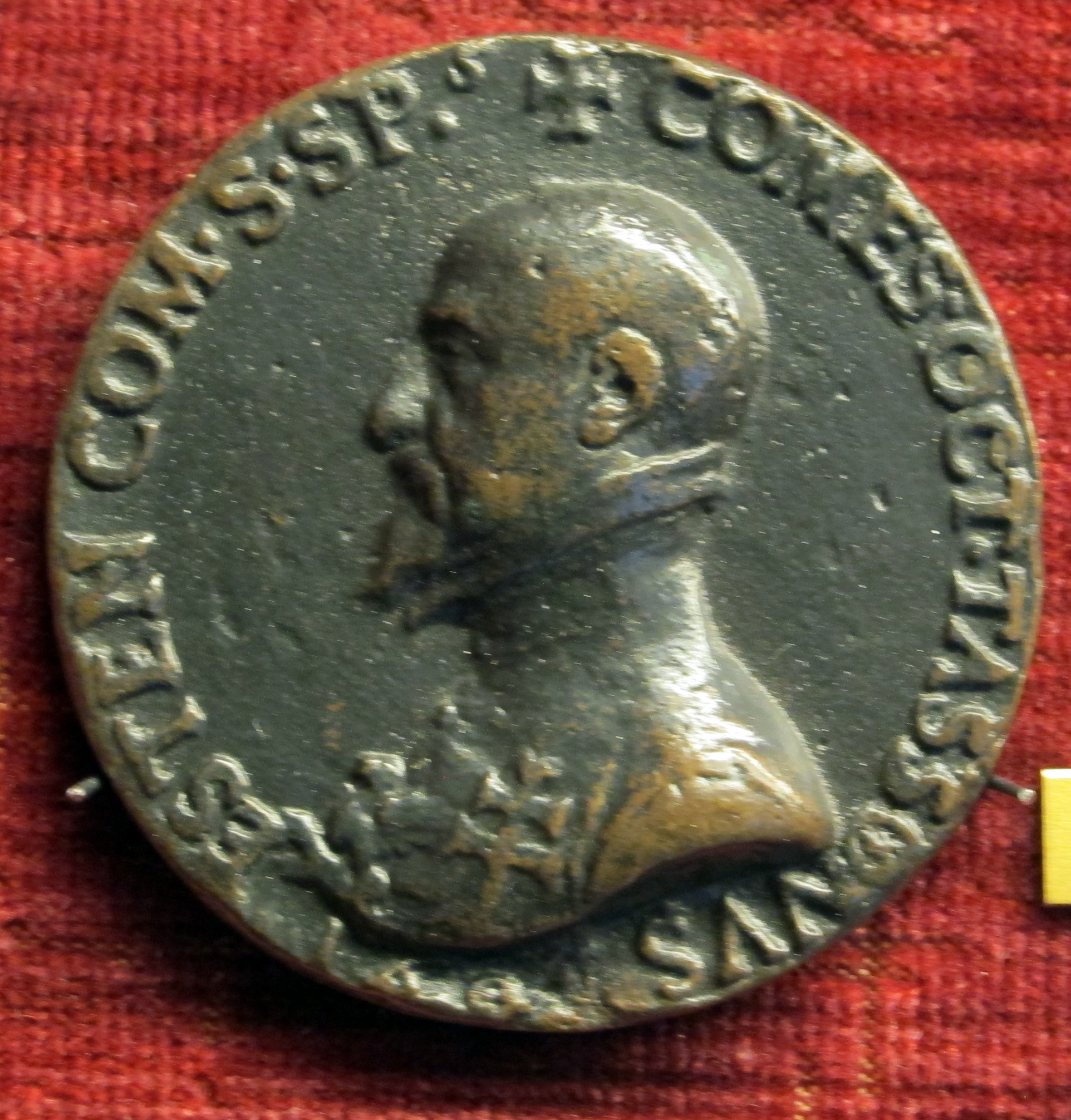
Medaglia del Conte Ottavio Tassoni Estense (+1609) Fondatore del Banco di Santo Spirito
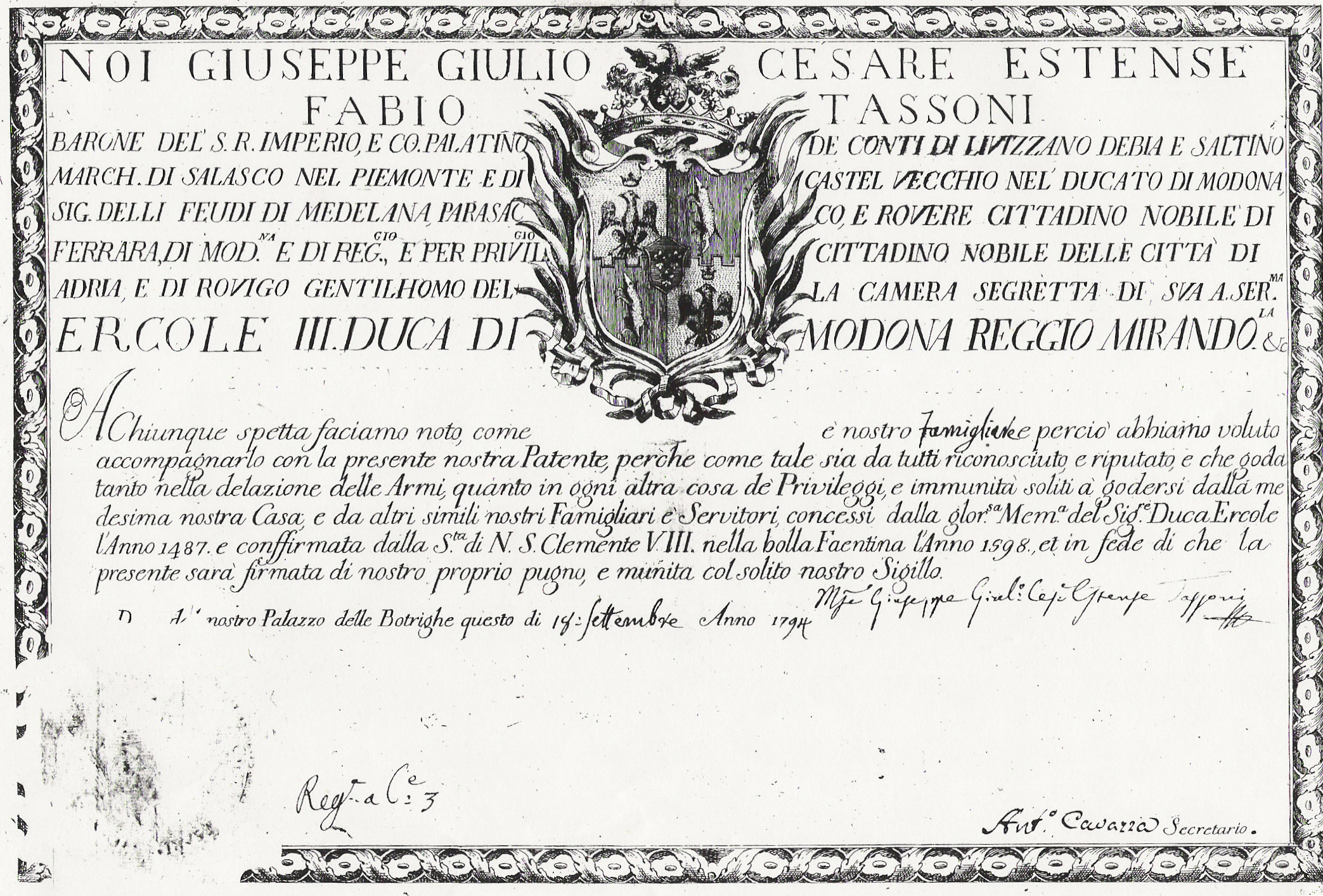
Patente di Giulio Cesare Tassoni Estense Marchese di Castelvecchio (+1821) Ambasciatore del Regno d'Italia presso il Re di Napoli

## Altri rami
Da Giovanni, figlio di Pietro e fratello di Antonio, trasse origine il ramo che dette i natali ad Alessandro Tassoni, illustre letterato ed autore de La secchia rapita; tale ramo risulta ancora fiorente.
Da Simone, altro figlio di Pietro,  derivò un ramo insignito dei titoli di conte palatino e conte di Piolo, estintosi nella seconda metà del Seicento.
I Tassoni furono membri attivi del patriziato modenese fino al XVIII secolo, ricoprendo importanti cariche pubbliche nella città.

## Tassoni di Mantova
Famiglia nota a Mantova già nel XIV secolo. Nel XVI secolo alcuni componenti della famiglia esercitarono le professioni di notaio (Antonio Tassoni) e giureconsulto (Giovanni Paolo, Francesco e Paolo Tassoni). Dario Tassoni, nato a Mantova nel 1818 e morto nel 1883, fu garibaldino e patriota legato ai Martiri di Belfiore.